# Den magiska cirkeln
Den magiska cirkeln är en svensk kriminalfilm från 1970 i regi av Per Berglund.

## Handling
Sigvard Nilsson-Thurneman och Salaligan ligger till grund för filmens handling, men är omskriven till att istället handla om Ingvar Andersson och några av hans vänner.

## Om filmen
Filmen togs emot med blandad kritik, mycket på grund av den något osammanhängande handlingen. Den fick dock beröm för bra skådespelarinsatser och för trovärdig miljöskildring
- Gösta Bredefeldt vann Chaplin-priset 1970 för bästa roll
- Filmen tilldelades Svenska filminstitutets kvalitetsbidrag 1971
- Filmen vann San Remo-filmfestivals festivalpris 1971

## Rollista (i urval)
- Olof Willgren	-	Ingvar Andersson
- Margaretha Krook	-	Ingvars mor
- Sigge Fürst	-	Ingvars far
- Gösta Bredefeldt	-	Göte Persson
- Tomas von Brömssen	-	Anders
- Gudrun Berg	-	Britta, Götes hustru
- Elisabeth Grönqvist	-	Anders flicka
- Björn Granath	-	Hammarström
- Peter Harryson	-	Holmberg
- Kenta Gustafsson	-	Ingvars kamrat